# Jean-Baptiste Duchand de Sancey
 (mai 2019).
Si vous disposez d'ouvrages ou d'articles de référence ou si vous connaissez des sites web de qualité traitant du thème abordé ici, merci de compléter l'article en donnant les références utiles à sa vérifiabilité et en les liant à la section « Notes et références ».
Jean-Baptiste Duchand de Sancey, né le 11 mai 1780 à Grenoble et mort le 5 janvier 1849 à Paris, est un officier général français, colonel de l'artillerie à cheval de la Garde impériale.

## Biographie

### Début de carrière dans l'artillerie
Fils de parents riches, il entra à l'École polytechnique en décembre 1796 et fut nommé officier d'artillerie le 13 mars 1798. Un certificat de civisme qui lui fut refusé, sans doute à cause de l'opinion de ses parents, le priva toutefois du grade normalement mérité et le força à quitter l'école. Il concourut alors pour une place de lieutenant en second dans l'artillerie de la marine et fut reçu le 2 juillet 1798. Il fit en cette qualité une campagne sur mer, fut fait prisonnier, envoyé à Port-Mahon et parvint à s'évader en octobre 1801. Il fut plus tard envoyé à l'école d'application de Châlons d'où il passa au camp de Boulogne, et plus tard à l'armée de Naples.

### Les campagnes de l'Empire
En 1807, il fut envoyé à l'école de Versailles d'équitation, qu'il quitta le 21 juillet 1808 pour être attaché à la maison militaire de Napoléon en qualité d'officier d'ordonnance avec le grade de capitaine. Il fit avec l'Empereur la campagne de Galice, assista aux premiers travaux du siège de Saragosse et eut l'occasion, devant Madrid, de sauver la vie au duc de Saint-Simon, émigré français qui avait été pris les armes à la main dans la ville et condamné à mort par le conseil de guerre. Le capitaine Duchand, nommé chef d'escadron le 16 janvier 1809, passa dans le corps d'armée du général Sébastiani. Il assista aux batailles de Talavera et d'Almonacid, fut fait légionnaire et passa, en 1810, à l'armée d'Aragon sous les ordres de Suchet. Il se distingua surtout au siège de Lérida et au siège de Tortose, où il commanda l'artillerie lors de l'assaut mené à gauche, en janvier 1811. 
À peine guéri des blessures reçues au siège de Valence le 30 novembre 1811, il partit rejoindre la Grande Armée en Russie et se joignit aux débris regroupés sur la ligne de l'Oder. Il combattit à Bautzen en 1813, sous les ordres du maréchal Ney, avant de passer au 12e corps d'Oudinot en qualité de chef d'état-major de l'artillerie. Il rendit des services importants, fut créé officier de la Légion d'honneur le 8 juillet, major le 17 août et baron de l'Empire le 19 novembre. À Leipzig, en avant de cette ville, il soutint avec 12 canons l'effort de 25 000 hommes soutenus par 30 pièces d'artillerie qui voulaient s'emparer du pont. Il fut dès lors autorisé à prendre le nom du terrain sur lequel il avait combattu, et s'appela dès lors le baron Duchand de Sancey. Encore souffrant de sa blessure, il ne prit qu'une part réduite à la campagne de France. Louis XVIII le nomma, en 1814, lieutenant-colonel d'un régiment d'artillerie à cheval.
En 1815, il était à Valence lors du débarquement de Napoléon Ier. Il alla le rejoindre à Grenoble et l'accompagna jusqu'à Paris. Duchand participa à la bataille de Waterloo en qualité de colonel-major de l'artillerie à cheval de la Garde impériale. Lors des combats, le colonel Duchand se précipita avec six bouches à feu sur un carré écossais et l'aborda à portée de pistolet, si bien que Napoléon déclara en spectateur : « ne dirait-on pas que Duchand déserte ? »

### Au service du roi
Lorsque l'armée fut retirée derrière la Loire et eut reçu l'ordre de prendre la cocarde blanche, le colonel Duchand donna sa démission qui fut accepté. Il était en effet considéré comme un homme hardi et dangereux et se vit persécuté, emprisonné puis contraint à l'exil. Chassé d'Italie et de Bavière, il parvint finalement à se réfugier dans ce dernier pays. Rentré en France en 1817, il fut de nouveau emprisonné sans motif pendant trois mois.
Le 4 septembre 1830, Duchand fut promu au grade de général de brigade et reçut peu après la croix de commandeur le 11 juin 1831 et la direction de l'école d'artillerie de Metz. Il dirigea ensuite l'école de Vincennes, siégea au comité d'artillerie à partir de 1836 et obtint le grade de lieutenant-général le 11 mars 1840. Cette nomination sembla au moins prématurée à quelques officiers généraux qui en firent l'observation au duc d'Orléans. Le prince leur répondit : « Duchand n'est point un courtisan, cela est vrai, mais on le trouve toutes les fois qu'on a besoin de lui ». 
Le général Duchand, qui remplissait chaque année les importantes fonctions d'inspecteur, reçut la croix de grand officier de la Légion d'honneur le 21 mai 1843 et se trouva investi, le 25 février 1848, par le commissaire provisoire de la guerre, du commandement de la forteresse de Vincennes, qu'il conserva jusqu'au moment de son admission à la retraite prononcée par l'arrêté du 17 avril 1848. Il mourut à Paris le 5 janvier 1849, à l'âge de 69 ans, et fut inhumé au cimetière du Père-Lachaise (37e division). On a de lui plusieurs écrits remarquables sur l'artillerie, notamment des Observations sur la nécessité de changer le but en blanc des canons de siège, qui ont été publiés dans le Spectateur militaire de 1843.